# Psychonaut
Een psychonaut is iemand die op ontdekkingsreis gaat in het universum van de geest – een mentale reiziger. In de meest gebruikte zin van het woord verkent een psychonaut zijn of haar geest door middel van of met behulp van psychoactieve stoffen. Het woord kan echter ook breder opgevat worden: een psychonaut kan ook reizen in de geest door middel van bijvoorbeeld meditatie of lucide dromen.
Voorbeelden van deze stoffen zijn:
- LSD;
- psilocine, psilocybine (voorkomend in paddo's zoals de Psilocybe cubensis en psilocybe semilanceata);
- mescaline (voorkomend in cactussen zoals San Pedro en peyote);
- DMT (uit verschillende uitheemse planten, o.a. Psychotria viridis en Mimosa hostillis, maar ook het inheemse rietgras).